# Paedalgus termitolestes
Paedalgus termitolestes är en myrart som beskrevs av Wheeler 1918. Paedalgus termitolestes ingår i släktet Paedalgus och familjen myror. Inga underarter finns listade i Catalogue of Life.